# 卢基乌斯·安东尼
卢基乌斯·安东尼（拉丁语：Lucius Antonius，?—?），古罗马政治家。

## 生平
卢基乌斯·安东尼出身于安东尼氏族，是马克·安东尼·克里提古斯的儿子，后三头之一的马克·安东尼的兄弟。他的母亲尤利娅·安东尼娅是恺撒的堂姐。普卢塔克提到，卢基乌斯·安东尼在年轻时曾和一群狐朋狗友整日过着荒唐的生活。
前44年，卢基乌斯·安东尼在担任保民官时通过一项法律，使当时的独裁者恺撒获得了即使本人不在罗马也可以提名高级行政长官的权力。就在那一年，恺撒被拥护共和制的阴谋集团刺杀。恺撒遇刺后，马克·安东尼先是对刺杀者和罗马元老院采取和解立场，但很快就因利益不同而发生严重冲突。卢基乌斯·安东尼坚决支持自己的兄弟；在元老院由西塞罗领头发动对安东尼的战争（所谓摩提纳战争，前43年）之后，他成为其兄的总督。前41年，卢基乌斯·安东尼当选为执政官（与普布利乌斯·塞尔维利乌斯·瓦蒂亚·伊萨乌里库斯共任）。
前41年爆发了所谓佩卢西亚战争；马克·安东尼的妻子弗拉维娅在时任执政官的卢基乌斯·安东尼的支持下，筹集了8个军团发动反对三头成员屋大维的战争。卢基乌斯和弗拉维娅进军罗马，赶走了三头之一的雷必达，并且向罗马人民承诺将结束三头政治。然而在屋大维率军到来之后，卢基乌斯·安东尼就被迫撤退到伊特鲁里亚的佩卢西亚，在那里他受到3支军队的围困，结果不得不于当年冬天投降。
卢基乌斯·安东尼在投降后被屋大维宽恕。屋大维派遣他到西班牙担任行省总督。此后，卢基乌斯·安东尼的名字不再见于史册。 
西塞罗在他的反对安东尼演说中出于个人仇恨对卢基乌斯·安东尼大加抨击。